# The Bangles
The Bangles est un groupe féminin américain de rock, originaire de Los Angeles, en Californie. Il est populaire dans les années 1980, période durant laquelle il sort trois albums studio, et notamment à travers les chansons Manic Monday, Walk Like an Egyptian et Eternal Flame. Après une séparation en 1989, le groupe se reforme en 1999, et sort deux nouveaux albums.

## Historique

### Débuts (1981–1985)
Le groupe est formé en décembre 1980 à Los Angeles quand Susanna Hoffs répond à une annonce passée dans un journal par Vicki et Debbi Peterson. Elles nomment brièvement le groupe The Colours, puis The Supersonic Bangs, et un peu plus tard The Bangs. Mais l'existence d'un autre groupe du nom de Bangs dans le New Jersey les oblige à changer pour The Bangles.
Le groupe fait au début partie de la scène Paisley Underground, mais leur son s'oriente ensuite davantage vers le pop rock. Les membres du groupe n'ont cependant jamais renié leurs origines, et le montrent par exemple lors de concerts en compagnie de Sky Saxon des Seeds, groupe mythique garage des années 1960. Elles sortent localement un premier 45 tours, Getting out of Hand, qui attire l'attention de Miles Copeland, le fondateur de I.R.S. Records. Copeland les fait signer avec son label. Annette Zilinskas rejoint le groupe peu après et prend la place de bassiste tenue jusque-là par Vicki Peterson qui passe à la guitare solo. Les quatre jeunes femmes enregistrent un EP cinq titres, appelé The Bangles, qui sort en mai 1982.
Annette Zilinskas quitte la formation en 1983 pour rejoindre le groupe de cowpunk Blood on the Saddle. Elle est remplacée par Michael Steele, ex-membre du groupe The Runaways. La formation signe ensuite un contrat avec Columbia Records afin d'enregistrer un premier album. Celui-ci, All Over the Place sort en avril 1984 et comprend notamment les singles Hero Takes a Fall et Going Down to Liverpool, reprise d'un titre de Katrina and the Waves. Ces deux titres deviennent des favoris des radios de lycéens et d'étudiants et l'album obtient de bonnes critiques. Le clip de Going Down to Liverpool attire aussi l'attention en raison de la présence de Leonard Nimoy, le fils de ce dernier, Adam, étant un ami de Susanna Hoffs. All Over the Place se classe à la 80e place du classement Billboard 200. Le groupe assure la première partie de la tournée américaine de Cyndi Lauper.

### Succès (1986–1987)

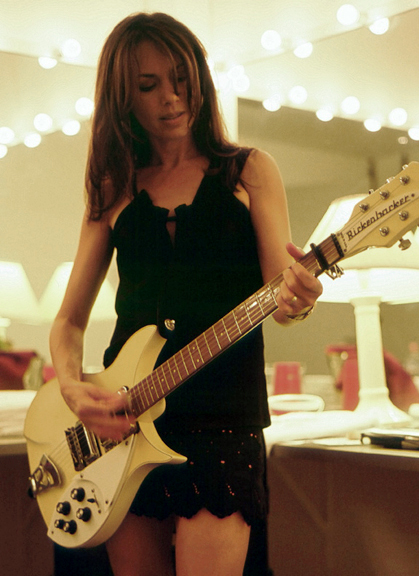
Susanna Hoffs en 2008.

Les Bangles rencontre le succès international avec leur deuxième album, Different Light, qui sort en janvier 1986. Le premier single de l'album, Manic Monday, est écrit par Prince sous le pseudonyme de Christopher, d'après le nom du personnage qu'il interprète dans le film Under the Cherry Moon. Manic Monday se classe 2e du Billboard Hot 100 en avril 1986, alors que le titre Kiss de Prince est classé no 1 au même moment, et 2e également au Royaume-Uni. Le troisième single de l'album Walk Like an Egyptian, a encore plus de succès, occupant la 1re place du Billboard Hot 100 pendant quatre semaines en décembre 1986. L'album Different Light se classe pour sa part 2e du Billboard 200 et 3e au Royaume-Uni. Il est désormais triple disque de platine aux États-Unis. Les Bangles font une tournée américaine où tous leurs concerts se jouent à guichets fermés et remportent le Brit Award du meilleur groupe étranger en 1987.
En 1987, les Bangles signent une reprise de A Hazy Shade of Winter, de Simon et Garfunkel, pour la bande originale du film Neige sur Beverly Hills. Ce single atteint la 2e place du Billboard Hot 100 . En octobre 1988, le groupe sort son troisième album, Everything, qui est un nouveau succès international, bien qu'inférieur à celui de Different Light, puisqu'il atteint la 15e place du Billboard 200 et la 5e au Royaume-Uni. Il est désormais certifié disque de platine aux États-Unis et disque d'or en France. La ballade Eternal Flame est le deuxième single du groupe à atteindre la 1re place du Billboard Hot 100 et se classe no 1 dans plusieurs autres pays. Le single In Your Room se classe pour sa part 5e au Billboard Hot 100.

### Séparation (1988)

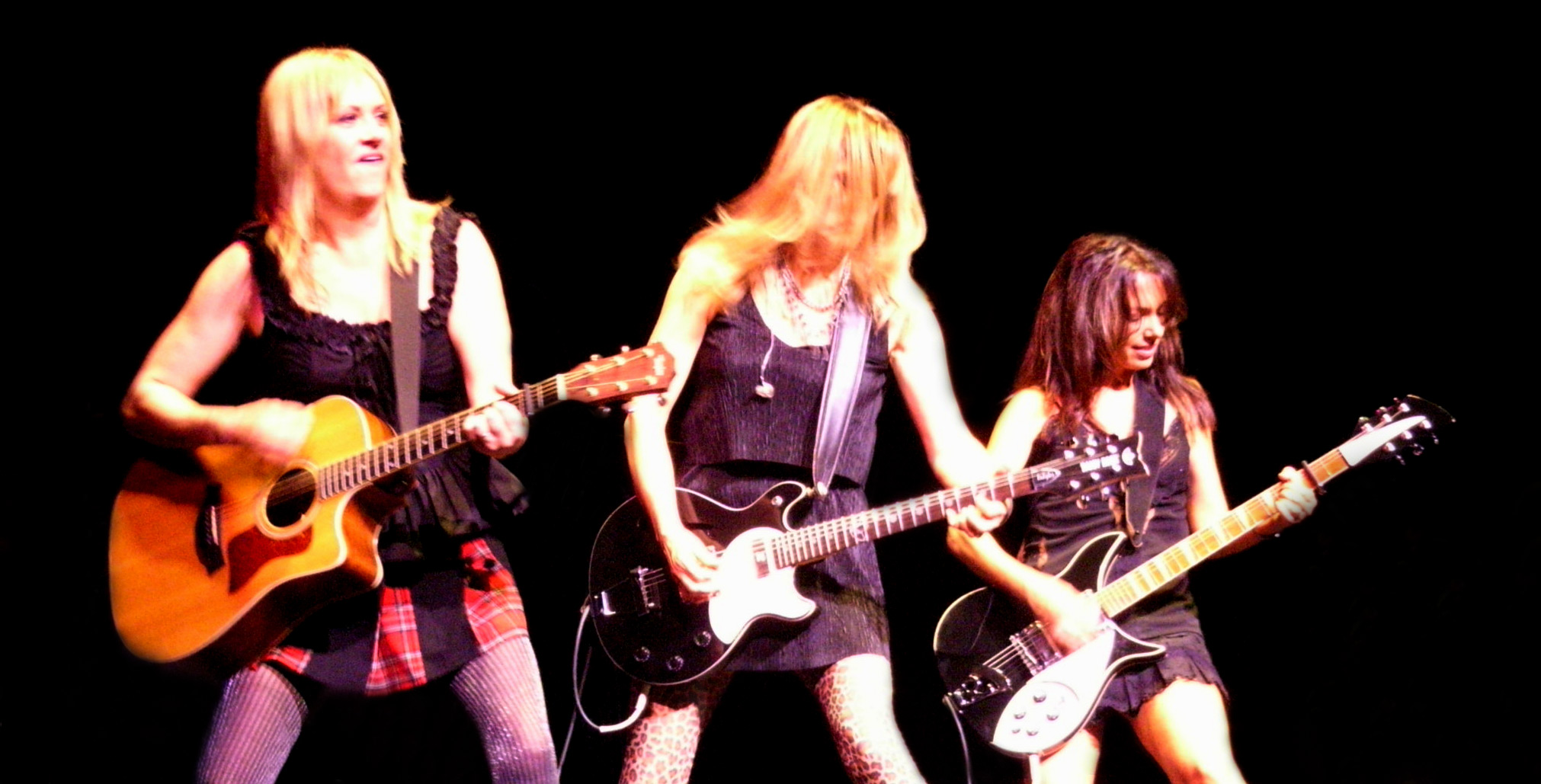
Les Bangles en concert à Sydney, en 2010.

Mais des tensions sont apparues dans le groupe pendant l'écriture et l'enregistrement de Everything. Susanna Hoffs, les sœurs Peterson et Michael Steele écrivent séparément les chansons, les sœurs Peterson voulant notamment retourner à un son plus rock. Pendant la tournée promotionnelle de l'album, les tensions s'accroissent en raison de l'attention particulière qui est accordée à Susanna Hoffs. Celle-ci est considérée par le public et les médias comme la star du groupe car elle assure le chant principal sur les principaux succès des Bangles alors que les jeunes femmes se sont toujours réparti le chant suivant les titres. Les autres membres du groupe se sentent sous-estimées et expriment leur ressentiment, ce qui conduit à l'interruption et à l'annulation du reste de leur tournée mondiale en septembre 1989.
Le groupe décide de se séparer un mois plus tard, chaque membre se consacrant à ses projets personnels. Susanna Hoffs entame une carrière solo, sortant deux albums qui n'ont qu'un succès modeste, Vicki Peterson rejoint le groupe Continental Drifters et fait une tournée avec les Go-Go's en remplacement de Charlotte Caffey enceinte, Debbie Peterson forme le groupe Kindred Spirit avec Siobhan Maher, et Michael Steele se joint à quelques groupes qui n'ont qu'une brève carrière. Un best of sort en mai 1990 et se vend bien aux États-Unis et surtout au Royaume-Uni, où il atteint la 4e place du classement des ventes d'albums.

### Retour (depuis 1999)

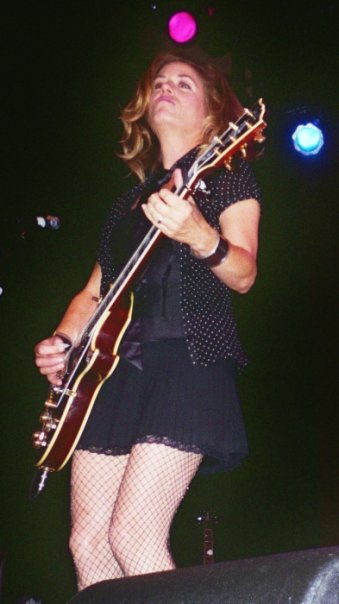
Vicki Peterson en 2007.

Susanna Hoffs est désormais mariée avec Jay Roach, le réalisateur de Austin Powers, et le groupe se réunit en 1999 afin d'enregistrer une chanson, Get the Girl, pour la bande originale d'Austin Powers 2 : L'Espion qui m'a tirée. Elles enchaînent avec une tournée en 2000 puis décident d'enregistrer un nouvel album. Elles travaillent pendant deux ans sur Doll Revolution, qui sort en septembre 2003. L'album ne rencontre pas le succès commercial. Michael Steele, qui a toujours été le membre le plus discret des Bangles, quitte la formation en 2005 et est remplacée par Abby Travis pour la tournée australienne du groupe.
En 2007, le groupe sort son premier DVD live, Return to Bangleonia. En 2008, le groupe revient sur scène pour différents concerts aux États-Unis et en Europe. Elles commencent à travailler sur un nouvel album en 2009. Sweetheart of the Sun sort en septembre 2011.

## Membres

### Membres actuels
- Susanna Hoffs - chant, guitare rythmique
- Debbi Peterson - chant, batterie, percussions, guitare acoustique
- Vicki Peterson - chant, guitare solo
- Annette Zilinskas - basse, harmonica (1981-1983, depuis 2018)

### Ancien membre
- Michael Steele - chant, basse (1983-1989, 1999-2005)

## Discographie

### Compilations
- Greatest Hits (1990)
- September Gurls (1995)
- Eternal Flame (2001)
- Walk Like An Egyptian - The Best Of The Bangles (2009)
- Ladies And Gentlemen… The Bangles! (2014)

### Singles
- Getting out of Hand (1981)
- The Real World (1982)
- Hero Takes a Fall (1984)
- Going Down to Liverpool (1984)
- Manic Monday (1986)
- If She Knew What She Wants (1986)
- Walk Like an Egyptian (1986)
- Walking Down Your Street (1987)
- Following (1987)
- Hazy Shade of Winter (1987)
- In Your Room (1988)
- Eternal Flame (1989)
- Be with You (1989)
- I'll Set You Free (1989)
- Everything I Wanted (1990)
- Something That You Said (2003)
- Tear Off Your Own Head (2003)
- I Will Take Care of You (2003)
- Anna Lee (Sweetheart of the Sun) (2011)

## Vidéographie
- Greatest Hits (1990 en VHS, 2005 en DVD)
- Doll Revolution DVD (2003)
- Return to Bangleonia (2007)

## Ventes d'albums
Sauf mention contraire, les informations de ce tableau proviennent du site internet lescharts.com.
| Titre                 | Sortie            | Classement des ventes | Classement des ventes | Classement des ventes | Classement des ventes | Classement des ventes | Classement des ventes | Classement des ventes | Classement des ventes | Classement des ventes | Classement des ventes | Certifications                                           |
| Titre                 | Sortie            | ALL                   | AUS                   | AUT                   | USA                   | FRA                   | NZ                    | P-B                   | R-U                   | SUÈ                   | SUI                   | Certifications                                           |
| --------------------- | ----------------- | --------------------- | --------------------- | --------------------- | --------------------- | --------------------- | --------------------- | --------------------- | --------------------- | --------------------- | --------------------- | -------------------------------------------------------- |
| All Over the Place    | mai 1984          | —                     | —                     | —                     | 80                    | —                     | 32                    | —                     | 86                    | 40                    | —                     |                                                          |
| Different Light       | janvier 1986      | 21                    | 2                     | —                     | 2                     | —                     | 4                     | 26                    | 3                     | 24                    | 16                    | : 3 × Platine · : 2 × Platine · : Platine ·              |
| Everything            | 18 octobre 1988   | 15                    | 7                     | 8                     | 15                    | 12                    | 15                    | 4                     | 5                     | 20                    | 10                    | : Platine · : Platine · : Platine · : Or · : Or · : Or · |
| Greatest Hits         | 8 mai 1990        | 31                    | 6                     | 19                    | 97                    | —                     | 6                     | 13                    | 4                     | —                     | —                     | : Platine · : Platine · : Or · : Or ·                    |
| Doll Revolution       | 9 septembre 2003  | 35                    | —                     | 36                    | —                     | —                     | —                     | —                     | 62                    | —                     | 80                    |                                                          |
| Sweetheart of the Sun | 27 septembre 2011 | —                     | —                     | —                     | 148                   | —                     | —                     | —                     | —                     | —                     | —                     |                                                          |